# 2010년 FIFA 월드컵 통계
다음은 2010년 FIFA 월드컵의 각종 통계이다.

## 선수 득점 순위
5 골
| - 토마스 뮐러 (GER) | - 다비드 비야 (ESP) | - 디에고 포를란 (URU) |

- 베슬리 스네이더르 (NED) {{col-end}

4 골
| - 곤살로 이과인 (ARG) | - 미로슬라프 클로제 (GER) | - 로베르트 비테크 (SVK) |

3 골
| - 루이스 파비아누 (BRA) - 아사모아 기안 (GHA) | - 베슬러이 스네이더르 (NED) - 랜던 도너번 (USA) | - 루이스 알베르토 수아레스 (URU) |

2 골
| - 브렛 홀먼 (AUS) - 카를로스 테베스 (ARG) - 일라누 (BRA) - 호비뉴 (BRA) - 사무엘 에투 (CMR) | - 안드레스 이니에스타 (ESP) - 루카스 포돌스키 (GER) - 혼다 게이스케 (JPN) - 이정수 (KOR) - 이청용 (KOR) | - 하비에르 에르난데스 (MEX) - 아르연 로번 (NED) - 칼루 우체 (NGA) - 티아구 (POR) |

1 골
| - 마르틴 데미첼리스 (ARG) - 가브리엘 에인세 (ARG) - 마르틴 팔레르모 (ARG) - 팀 케이힐 (AUS) - 주앙 (BRA) - 더글라스 마이콘 (BRA) - 장 보세주르 (CHI) - 마르크 곤살레스 (CHI) - 로드리고 미야르 (CHI) - 디디에 드로그바 (CIV) - 살로몬 칼루 (CIV) - 은두리 로마리크 (CIV) - 야야 투레 (CIV) - 니클라스 벤트네르 (DEN) - 데니스 로메달 (DEN) - 욘 달 토마손 (DEN) - 저메인 디포 (ENG) - 스티븐 제라드 (ENG) - 매튜 업슨 (ENG) - 플로랑 말루다 (FRA) - 카카우 (GER) - 메수트 외질 (GER) - 아르네 프리드리히 (GER) - 마르첼 얀젠 (GER) | - 사미 케디라 (GER) - 설리 문타리 (GHA) - 케빈 프린스 보아텡 (GHA) - 디미트리스 살피기디스 (GRE) - 바실리스 토로시디스 (GRE) - 다니엘레 데 로시 (ITA) - 안토니오 디 나탈레 (ITA) - 빈첸초 이아퀸타 (ITA) - 파비오 콸리아렐라 (ITA) - 엔도 야스히토 (JPN) - 오카자키 신지 (JPN) - 박주영 (KOR) - 박지성 (KOR) - 콰우테모크 블랑코 (MEX) - 라파엘 마르케스 (MEX) - 디르크 카위트 (NED) - 클라스얀 휜털라르 (NED) - 로빈 판 페르시 (NED) - 판 브롱크호르스트 (NED) - 윈스톤 리드 (NZL) - 셰인 스멜츠 (NZL) - 야쿠부 아이예그베니 (NGA) - 안톨린 알카라스 (PAR) - 크리스티안 리베로스 (PAR) | - 엔리케 베라 (PAR) - 우구 알메이다 (POR) - 리에드송 (POR) - 하울 메이렐레스 (POR) - 크리스티아누 호날두 (POR) - 시망 사브로자 (POR) - 지윤남 (PRK) - 밀란 요바노비치 (SRB) - 마르코 판텔리치 (SRB) - 카밀 코푸네크 (SVK) - 발테르 비르사 (SVN) - 로베르트 코렌 (SVN) - 즐라탄 류비얀키치 (SVN) - 본가니 쿠말로 (RSA) - 카텔고 엠페라 (RSA) - 시피웨 차발랄라 (RSA) - 카를레스 푸욜 (ESP) - 젤송 페르난드스 (SUI) - 마이클 브래들리 (USA) - 클린트 뎀프시 (USA) - 알바로 페레이라 (URU) - 막시 페레이라 (URU) - 에딘손 카바니 (URU) |

자책골
| - 다닐 아게르 (DEN) (네덜란드 전) - 박주영 (KOR) (아르헨티나 전) |

## 도움 순위
3 도움
| - 카카 (BRA) - 토마스 뮐러 (GER) | - 메수트 외질 (GER) - 바스티안 슈바인슈타이거 (GER) | - 디르크 카위트 (NED) |

2 도움
| - 루카스 포돌스키 (GER) - 아르튀르 보카 (CIV) - 로빈 판 페르시 (NED) | - 기성용 (KOR) - 사비 에르난데스 (ESP) - 왈테르 가르가노 (URU) | - 루이스 알베르토 수아레스 (URU) |

1 도움
| - 세르히오 아궤로 (ARG) - 니콜라스 부르디소 (ARG) - 리오넬 메시 (ARG) - 후안 세바스티안 베론 (ARG) - 루크 윌크셔 (AUS) - 일라누 (BRA) - 마이콩 (BRA) - 펠리페 멜루 (BRA) - 하미리스 (BRA) - 호비뉴 (BRA) - 야야 투레 (CIV) - 마우리시오 이슬라 (CHI) - 에스테반 파레데스 (CHI) - 알렉시스 산체스 (CHI) - 니클라스 벤트네르 (DEN) - 데니스 로메달 (DEN) - 스티븐 제라드 (ENG) - 에밀 헤스키 (ENG) - 제임스 밀너 (ENG) - 프랑크 리베리 (FRA) - 제롬 보아텡 (GER) - 필리프 람 (GER) - 마누엘 노이어 (GER) | - 앙드레 아유 (GHA) - 다니엘레 데 로시 (ITA) - 시모네 페페 (ITA) - 혼다 게이스케 (JPN) - 마쓰이 다이스케 (JPN) - 안드레스 과르다도 (MEX) - 라파엘 마르케스 (MEX) - 헤라르도 토라도 (MEX) - 데미 더 제이우 (NED) - 엘제로 엘리아 (NED) - 아르연 로번 (NED) - 베슬레이 스네이더르 (NED) - 라파얼 판 데르 파르트 (NED) - 셰인 스멜츠 (NZL) - 치디 오디아 (NGA) - 정대세 (PRK) - 루카스 바리오스 (PAR) - 파울로 다 실바 (PAR) - 아우렐리아노 토레스 (PAR) - 파비우 코엔트랑 (POR) - 크리스티아누 호날두 (POR) - 두다 (POR) - 리에드송 (POR) | - 하울 메이렐르스 (POR) - 티아구 (POR) - 미겔 벨로주 (POR) - 니콜라 지기치 (SRB) - 에리크 옌드리셰크 (SVK) - 마레크 함시크 (SVK) - 유라이 쿠츠카 (SVK) - 스타니슬라우 셰스타크 (SVK) - 발테르 비르사 (SVN) - 밀리보예 노바코비치 (SVN) - 알렉산다르 라도사블레비치 (SVN) - 카기쇼 딕가코이 (RSA) - 체포 마실렐라 (RSA) - 시피웨 차발랄라 (RSA) - 세스크 파브레가스 (ESP) - 헤수스 나바스 (ESP) - 다비드 비야 (ESP) - 조지 앨티도어 (USA) - 스티븐 체룬돌로 (USA) - 에히디오 아레발로 (URU) - 에딘손 카바니 (URU) - 디에고 포를란 (URU) - 니콜라스 로데이로 (URU) |

## 기타 통계
- 대회 통산 골 - 145골 득점 (한 경기 당 2.27골)[1]
- 최다 득점 팀 - 독일(7경기 16득점) / 네덜란드 (7경기 12득점) / 우루과이 (7경기 11득점) / 아르헨티나 (5경기 10득점)
- 최다 실점 팀 - 조선민주주의인민공화국 (3경기 12실점)
- 무득점 팀 - 알제리, 온두라스
- 최저 실점 팀 - 포르투갈 (4경기 1실점) / 스위스 (3경기 1실점)/ 스페인 (7경기 2실점)
- 무패 팀 - 뉴질랜드 (3무)
- 조별리그 전승팀 - 아르헨티나 / 네덜란드 (3승)
- 해트트릭

2010년 6월 17일 아르헨티나 vs 대한민국 -  곤살로 이과인 (해트트릭 49호)
- 최다 점수차 경기

2010년 6월 21일 포르투갈 vs 조선민주주의인민공화국 (조별리그, 7:0)
- 최다 경고 경기

2010년 7월 11일 네덜란드 - 스페인 (결승전)
경고 : 14장 (네덜란드 9장 , 스페인 5장)/ 퇴장 : 1명 (네덜란드의 욘 헤이팅아 경고 누적)
역대 월드컵 결승전 사상 가장 많은 옐로카드를 기록한 경기 (종전 기록: 1986년 멕시코 월드컵 결승전 아르헨티나 - 서독 경기의 6장)
조별리그 최다 경고 경기 - 2010년 6월 25일 H조 스페인 v 칠레 (9장)
- 최다 반칙 및 경고 팀 : 네덜란드 - 반칙 126개, 경고 23장

## 참고
1. ↑  1990년 이탈리아 월드컵 때의 2.21골(52경기 115골)에 이은 역대 두 번째 최저 득점으로, 본선 참가국이 32개국으로 총 64경기를 치르기 시작한 1998년 프랑스 월드컵 이후 가장 적은 경기당 득점이다. 종전 2006년 독일 월드컵의 2.3골(64경기 147골)이 최소 기록이다.
2. ↑  이과인의 2번째 골(아르헨티나의 3번째 골)은 오프사이드 위치에 있었지만 골로 인정되어 오심 논란이 일어났다.